# Lebiedziewo (gmina)
Lebiedziewo (początkowo Lebiedziew) – dawna gmina wiejska istniejąca do 1939 roku w woj. nowogródzkim/Ziemi Wileńskiej/woj. wileńskim. Siedzibą gminy było miasteczko Lebiedziewo (1828 mieszk. w 1921 roku).
Na samym początku okresu międzywojennego gmina Lebiedziew należała do powiatu wilejskiego w woj. nowogródzkim. 13 kwietnia 1922 roku gmina wraz z całym powiatem wilejskim została przyłączona do objętej władzą polską Ziemi Wileńskiej, przekształconej 20 stycznia 1926 roku w województwo wileńskie.
1 kwietnia 1927 roku gmina weszła w skład nowo utworzonego powiatu mołodeczańskiego w tymże województwie. Po wojnie obszar gminy Lebiedziewo został odłączony od Polski i włączony do Białoruskiej SRR.

## Demografia
Według Powszechnego Spisu Ludności z 1921 roku gminę zamieszkiwało 8297 osób, 1329 było wyznania rzymskokatolickiego, 6192 prawosławnego, 6 ewangelickiego, 750 mojżeszowego a 20 mahometańskiego. Jednocześnie 1113 mieszkańców zadeklarowało polską, 6479 białoruską, 828 żydowską, 26 rosyjską, 12 tatarską, 1 łotewską, 1 litewską a 5 ukraińską przynależność narodową. Było tu 1412 budynków mieszkalnych.